# Brace (Sänger)

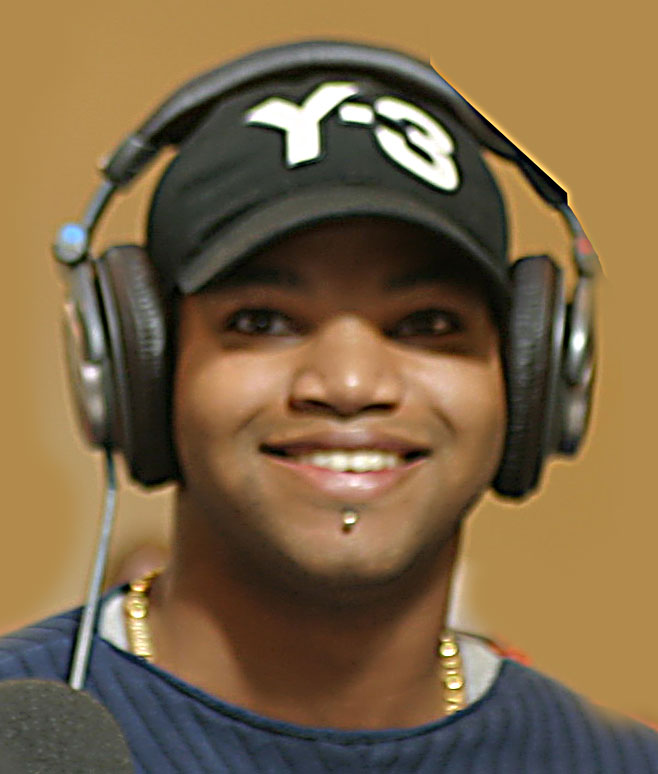
Brace

Eddy Brace Rashid MacDonald (* 23. August 1986 in Surabaja, Indonesien) ist ein niederländischer Sänger. Zu Beginn seiner Gesangskarriere nannte er sich Brayce.

## Biographie
Brace wurde in Surabaja, Indonesien als Kind surinamischer Eltern geboren. Die Familie zog in die Niederlande, wo Brace in Amsterdam aufwuchs. Sein Vater, der Songschreiber Eddy MacDonald, verstarb 2001. Sein Bruder ist Sänger bei den Gruppen K-Shaw und VIP Allstars. Brace selbst hat auch Gesangstalent, welches er bei der Talentshow Kwakoe Zomerfestival zeigte, wo er auch gewann.
Seinen Durchbruch hatte Brace in den Niederlanden, als er mit dem Hip-Hop-Duo Lange Frans & Baas B die Single Moppie aufnahm. Zudem sang er auch bei dem Lied Ik ben je zat von Ali B mit. Beide Songs standen im Sommer 2004 in den Top 40 der Niederlande. 2005 sang er den Refrain zu Leipe Mocro Flavour von Ali B und Yes-R.
Im August 2005 erschien die Single Hartendief.
2015 nahm er an The Voice of Holland teil und belegte im Team von Ali B den dritten Platz im Finale.

## Diskografie

### Alben
| Jahr | Titel    | Höchstplatzierung, Gesamtwochen, AuszeichnungChartsChartplatzierungen (Jahr, Titel, Platzierungen, Wochen, Auszeichnungen, Anmerkungen) | Anmerkungen |
| Jahr | Titel    | NL | Anmerkungen |
| ---- | -------- | --- | ----------- |
| 2005 | Strijder | NL22 (10 Wo.)NL |             |
| 2007 | Dilemma  | NL62 (2 Wo.)NL |             |

### Singles
| Jahr | Titel Album                         | Höchstplatzierung, Gesamtwochen, AuszeichnungChartsChartplatzierungen (Jahr, Titel, Album, Platzierungen, Wochen, Auszeichnungen, Anmerkungen) | Anmerkungen         |
| Jahr | Titel Album                         | NL | Anmerkungen         |
| ---- | ----------------------------------- | --- | ------------------- |
| 2005 | Vraag jezelf eens af Strijder       | NL9 (10 Wo.)NL |                     |
| 2005 | Hartendief Strijder                 | NL7 (9 Wo.)NL | feat. Ali B         |
| 2005 | Het kind Strijder                   | NL38 (2 Wo.)NL | mit Ali B & J-Rock  |
| 2006 | Drijfzand (laat me alleen) Strijder | NL24 (6 Wo.)NL |                     |
| 2016 | Let’s Go                            | NL16 ×2Doppelplatin · (13 Wo.)NL | mit Ali B & Kenny B |

Weitere Singles
- 2004: Moppie
- 2004: Ik ben je zat
- 2005: Vraag jezelf eens af
- 2005: De verleiding
- 2005: Leipe mocro flavour
- 2005: Hartendief
- 2005: Het kind
- 2006: Drijfzand
- 2006: Mammie
- 2006: Superster
- 2007: Pomp je booty
- 2007: Vijand
- 2007: Dilemma
- 2008: Zo donker zonder jou

### Gastbeiträge
| Jahr | Titel Album                                   | Höchstplatzierung, Gesamtwochen, AuszeichnungChartsChartplatzierungen (Jahr, Titel, Album, Platzierungen, Wochen, Auszeichnungen, Anmerkungen) | Anmerkungen                      |
| Jahr | Titel Album                                   | NL | Anmerkungen                      |
| ---- | --------------------------------------------- | --- | -------------------------------- |
| 2004 | Ik ben je zat Vertelt het leven van de straat | NL3 (20 Wo.)NL | Ali B feat. Brace                |
| 2004 | Moppie Supervisie                             | NL3 (14 Wo.)NL | Lange Frans & Baas B feat. Brace |
| 2006 | Mammie Mijn pad                               | NL27 (3 Wo.)NL | Yes-R feat. Brace                |

Weitere Gastbeiträge
- 2009: Beautiful (Akon feat. Brace & Colby O’Donis)